# La Roquette-sur-Var
La Roquette-sur-Var é uma comuna francesa na região administrativa da Provença-Alpes-Costa Azul, no departamento Alpes Marítimos. Estende-se por uma área de 3,99 km², com 820 habitantes, segundo os censos de 1999, com uma densidade de 205 hab/km².